# Musée national du Laos

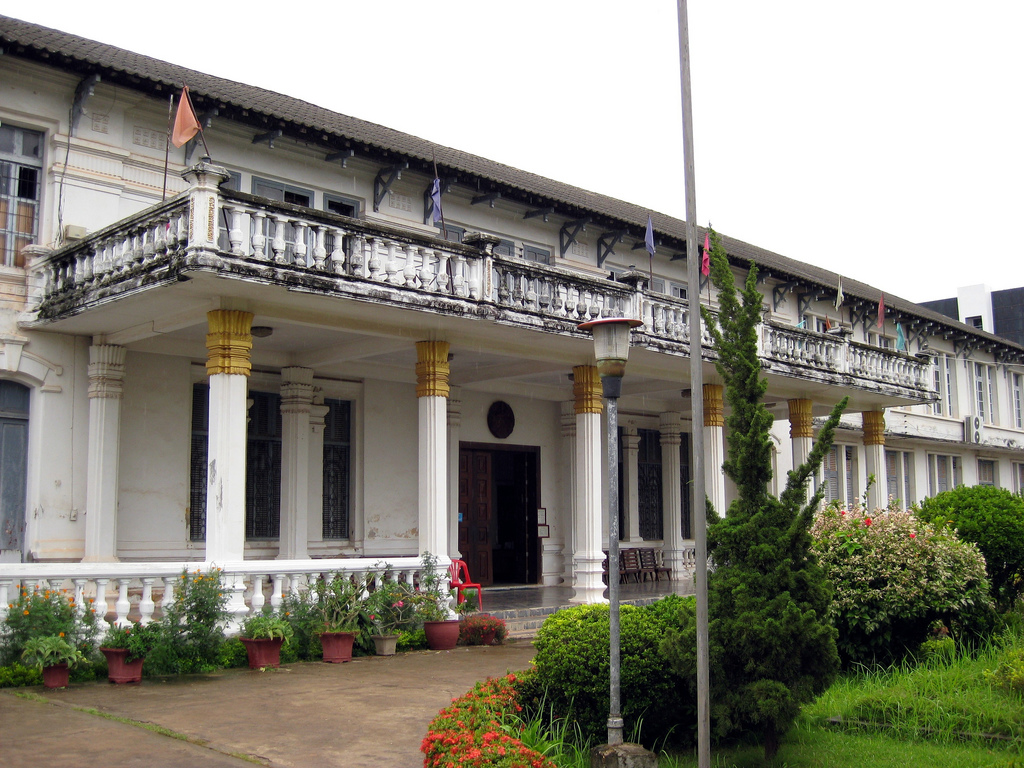
Entrée du Musée national du Laos en 2009.

Le Musée national du Laos est situé à Vientiane, la capitale du Laos. Il a été fondé pour mettre en valeur la révolution des années 1970 et est installé dans l'ancienne résidence du gouverneur français, construite en 1925. En 2007, les États-Unis ont accordé une aide pour son développement.

## Collections
Le musée présente l'histoire du Laos, particulièrement la lutte de libération nationale, à travers une série de salles thématiques, allant des dinosaures de la province de Savannakhet à l'après-1975 en passant par l'histoire du royaume de Lan Xang, le Protectorat français du Laos et la Guerre d'Indochine.
Il possède aussi quelques objets des anciens royaumes du Laos et une petite galerie de peintures d'artistes locaux.

## Accès
Le musée est situé en centre-ville, avenue Samsenthaï. Il se trouve en face du centre culturel et à proximité du Stade Anouvong.